# Pseudolana towrae
Pseudolana towrae là một loài chân đều trong họ Cirolanidae. Loài này được Bruce miêu tả khoa học năm 1983.